# Shirakawa (Kamo)
Pour les articles homonymes, voir Shirakawa.
Shirakawa (白川町, Shirakawa-chō) est un bourg du district de Kamo, dans la préfecture de Gifu, au Japon.

## Géographie

### Démographie
Au 1er mai 2014, la population de Shirakawa s'élevait à 8 730 habitants répartis sur une superficie de 237,89 km2.